# 西 (桶川市)
西（にし）は、埼玉県桶川市の町名。現行行政地名は西一丁目から二丁目。住居表示実施地区。郵便番号363-0017。

## 地理
埼玉県の中央地域（県央地域）で、桶川市中央の大宮台地上に位置する、JR高崎線と旧中山道（鴻巣桶川さいたま線）に挟まれた南北に長い矩形の区域。東部で北、南部で神明、西部でJR高崎線を挟んで泉、北部で北本市二ツ家と隣接し、南側では対角線上に若宮が位置する。地内は旧中山道沿いが商業地となっているほかは、主に戸建ての住宅が建ち並ぶ第一種住居地域に指定された住宅地である。河川などの水域は一切ない。北部は準工業地域に指定されている。

### 地価
住宅地の地価は、2024年の公示地価によれば、西二丁目2-7の地点で11万3000円/m2となっている。

## 歴史
- 1967年（昭和42年） - 桶川町大字桶川の一部から住居表示を実施して西一丁目〜二丁目が成立[7][8]。
- 1970年（昭和45年）11月3日 - 桶川町が市制施行し、桶川市の町丁となる[8][9]。
- 1987年（昭和62年）7月1日 - 地内に桶川市立図書館（現、桶川市立桶川図書館）が移転開館する。
- 2000年（平成12年） - 地内に「マメトラショッピングパーク」が開設される[10]。
- 2007年（平成19年）4月1日 - 地内の桶川市立桶川北小学校が桶川市立桶川南小学校と合併して桶川市立桶川小学校が設置される。

## 世帯数と人口
2024年（令和6年）1月1日現在の世帯数と人口は以下の通りである。
| 丁目     | 世帯数    | 人口    |
| -------- | --------- | ------- |
| 西一丁目 | 227世帯   | 471人   |
| 西二丁目 | 870世帯   | 1,845人 |
| 計       | 1,097世帯 | 2,316人 |

## 小・中学校の学区
市立小・中学校に通う場合、学区は以下の通りとなる。
| 丁目     | 番地 | 小学校             | 中学校               |
| -------- | ---- | ------------------ | -------------------- |
| 西一丁目 | 全域 | 桶川市立桶川小学校 | 桶川市立桶川東中学校 |
| 西二丁目 | 全域 | 桶川市立桶川小学校 | 桶川市立桶川東中学校 |

## 交通
地区の西端をJR高崎線が通るが、鉄道駅は設置されていない。最寄り駅はJR高崎線桶川駅で、西二丁目2-7の地点よりおよそ860 m離れている。

### 道路
- 埼玉県道164号鴻巣桶川さいたま線（旧中山道）
- 埼玉県道12号川越栗橋線
  - べにばな陸橋

### バス
バス路線では地区内には桶川駅東口を発着する朝日自動車の路線バスのほか、コミュニティバスの桶川市内循環バス「べにばなGO」（東10：東部工業団地回り・東20：おけがわ団地回り）が運行され、そのバス停留所がある（桶川駅#バス路線も参照）。

## 施設
旧中山道沿道に多数の商業施設が立地する。
一丁目
- 桶川市立桶川図書館・桶川公民館
- 桶川市立桶川小学校
- 大雲寺
- 桶川西一郵便局
- 東和銀行 桶川支店

二丁目
- 西二丁目会館 - 無名の公園が併設されている。
- マメトラショッピングパーク